# Кенсув
Кенсув (пол. Kęsów) — село в Польщі, у гміні Опатовець Казімерського повіту Свентокшиського воєводства.
Населення — 90 осіб (2011).
У 1975-1998 роках село належало до Келецького воєводства.

## Демографія
Демографічна структура на день 31 березня 2011 року:
|          | Загалом | Допрацездатний вік | Працездатний вік | Постпрацездатний вік |
| -------- | ------- | ------------------ | ---------------- | -------------------- |
| Чоловіки | 43      | 8                  | 30               | 5                    |
| Жінки    | 47      | 7                  | 23               | 17                   |
| Разом    | 90      | 15                 | 53               | 22                   |